# Gürmeşe
Gürmeşe (kurd. Badîna) ist ein Dorf im Landkreis Kızıltepe der türkischen Provinz Mardin. Gürmeşe liegt in Südostanatolien auf 690 m über dem Meeresspiegel, ca. 23 km nordwestlich von Kızıltepe.
Der ursprüngliche Name der Ortschaft lautet Badinan. Dieser Name ist beim Grundbuchamt registriert.
1985 lebten 944 Menschen in Gürmeşe. 2009 hatte die Ortschaft 831 Einwohner.